# Friedhof Spiekerhörn (Raa-Besenbek)

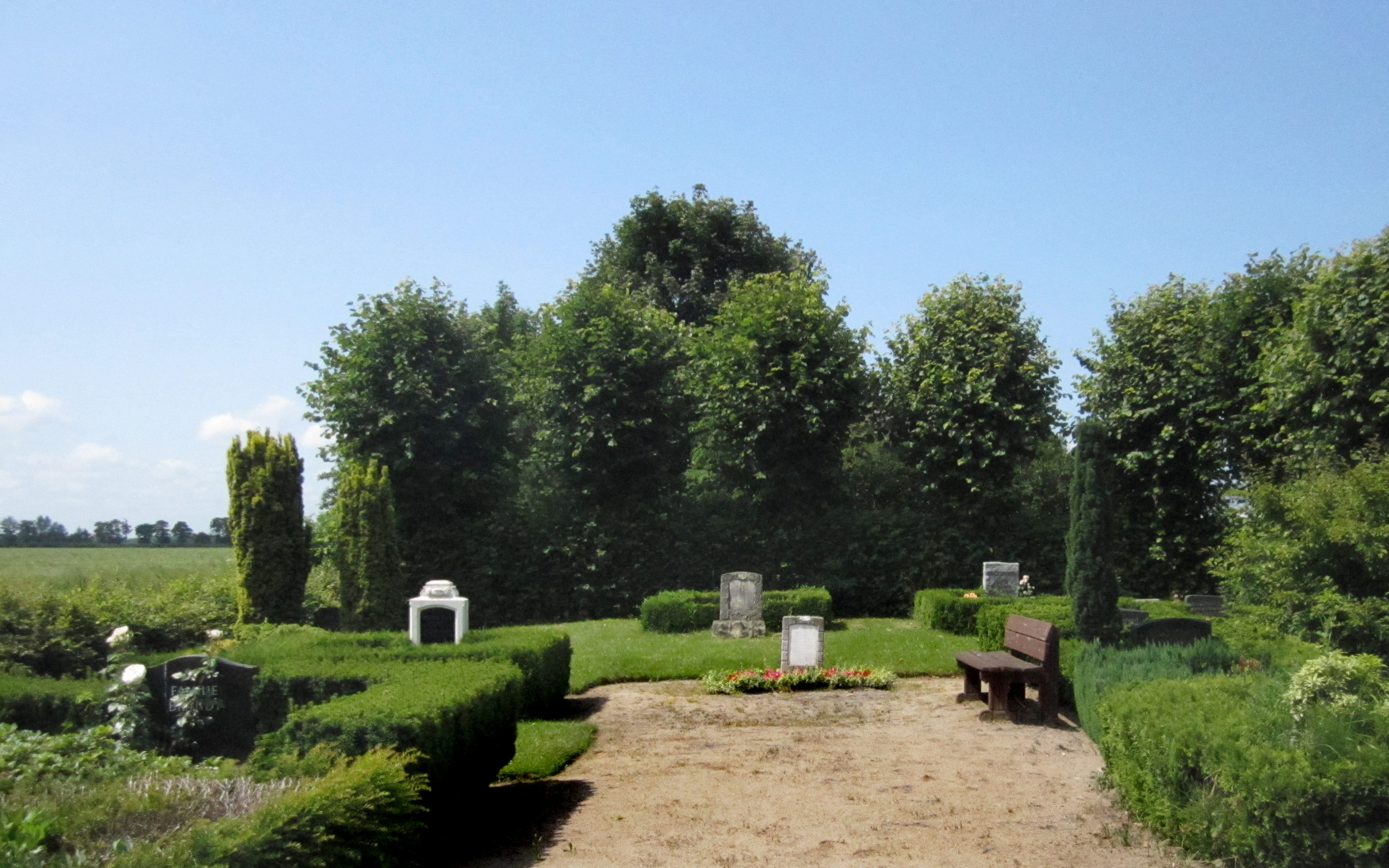
Der Friedhof Spiekerhörn

Der im Jahr 1872 gegründete Friedhof Spiekerhörn liegt in der Elbmarsch im Ortsteil Spiekerhörn der Gemeinde Raa-Besenbek (Kreis Pinneberg). Er gilt als einer der kleinsten Gemeinde-Friedhöfe Deutschlands.

## Geschichte

### Situation vor 1872
Der am Fluss Krückau liegende Ortsteil Spiekerhörn gehörte zum Kirchspiel Elmshorn. Das bedeutete, dass seine Toten im Flecken Elmshorn begraben werden mussten. Die Überführung ins entfernte Elmshorn konnte im Winter nur über den Wasserweg erfolgen, weil die Wege unpassierbar waren. Das bereitete oft Probleme, wenn die Krückau Eis führte oder zugefroren war.

### Umpfarrung und neuer Friedhof
Es gab daher Bestrebungen, die Dorfschaft Spiekerhörn kirchlich an das näher gelegene Neuendorf anzugliedern. Ein erster Versuch 1871 fand keine Mehrheit in der Neuendorfer Gemeinde, aber im Juni 1872 wurden Spiekerhörn und Landscheide schließlich nach Neuendorf umgepfarrt. Den Spiekerhörnern wurde jedoch zur Auflage gemacht, in ihrer Dorfschaft einen eigenen Kirchhof anzulegen und zu unterhalten. Deshalb stiftete 1872 der Hofbesitzer Hermann Früchtnicht ein Landstück von 20 m Breite und 20 m Länge für einen Friedhof. Sein Wunsch, auf dem neuen Friedhof als erster begraben zu sein, erfüllte sich.

### Heutige Situation
Der Friedhof ist jetzt der Kirchengemeinde Kollmar/Neuendorf unterstellt. Es finden weiterhin Beerdigungen statt. Voran geht eine Trauerfeier in der Trinitatiskirche Neuendorf. Dann werden die Toten zum Spiekerhörner Friedhof geleitet.

## Gedenkstein und Grabstein des Stifters

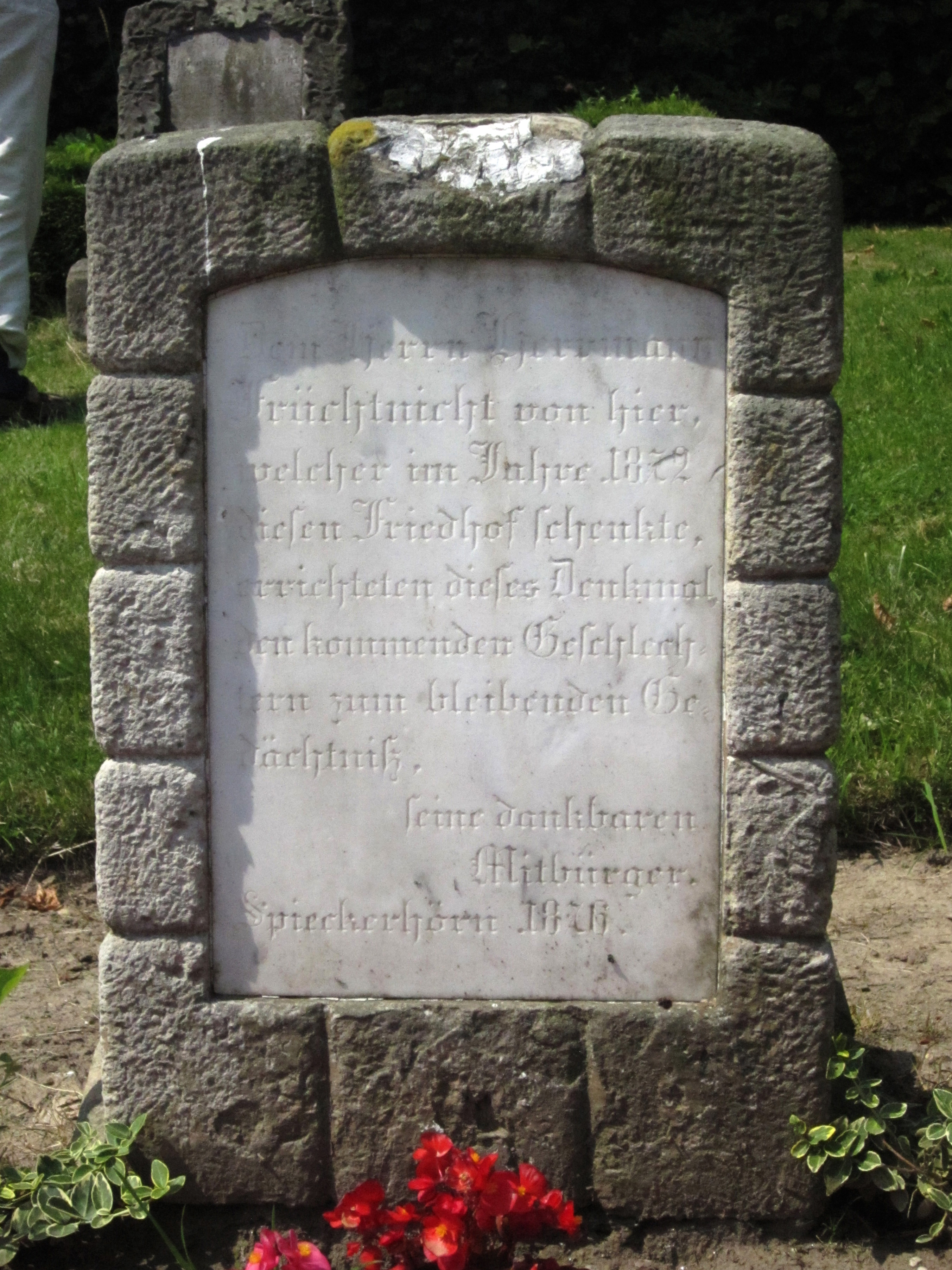
Gedenkstein

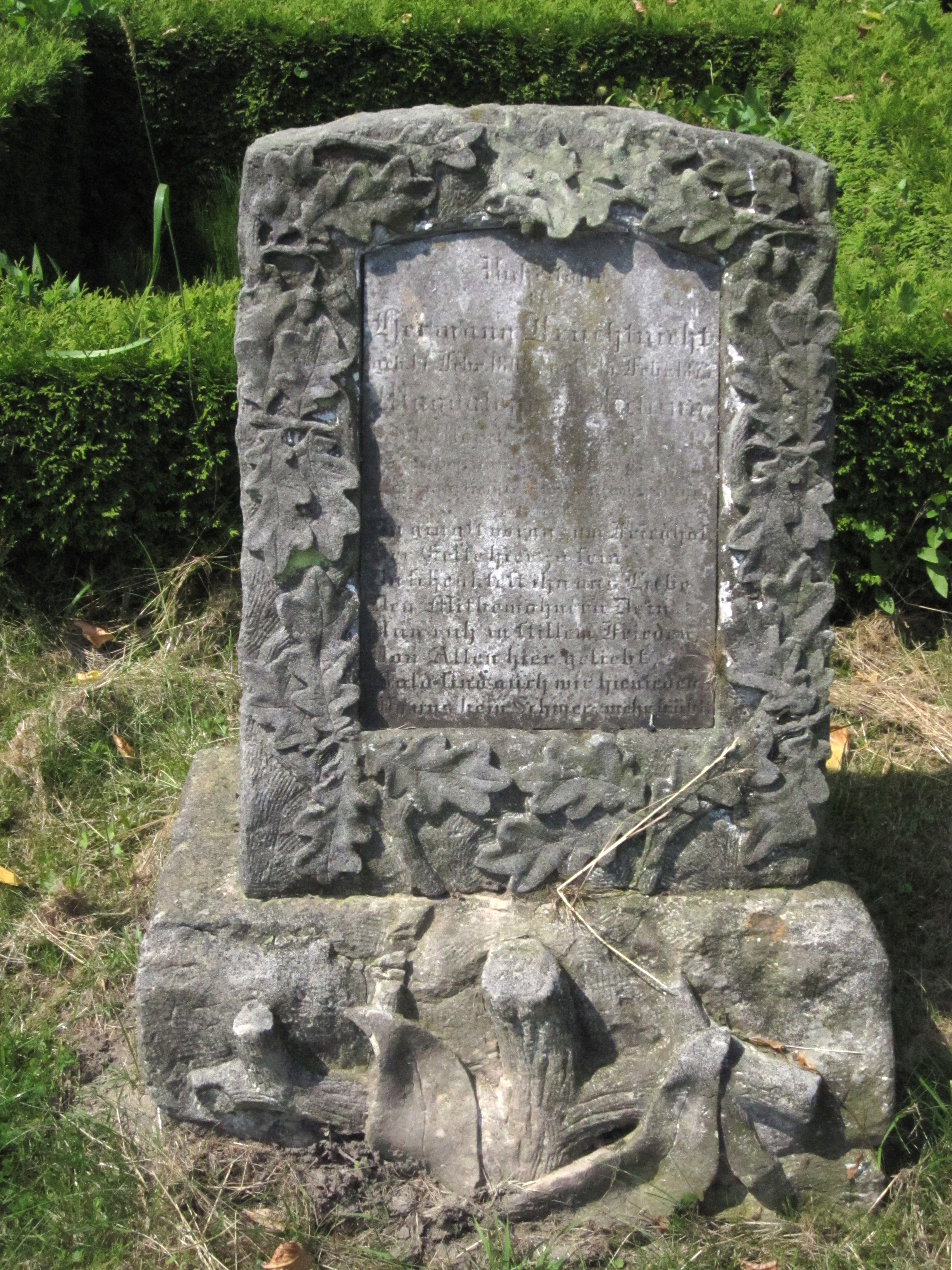
Grabstein Früchtnicht

Der Stifter wurde mit einem Gedenkstein geehrt, der inmitten des Friedhofs steht. Er ist mit folgender Inschrift versehen:
Dem Herrn Herrmann Früchtnicht von hier,
welcher im Jahre 1872 diesen Friedhof schenkte,
errichteten dieses Denkmal
den kommenden Geschlechtern zum bleibenden Gedächtnis
seine dankbaren Mitbürger.
Spiekerhörn 1876
Der von Eichenlaubdekor umkränzte Grabstein des Stifters trägt die Inschrift:
Hermann Früchtnicht
geb. 17. Febr. 1809 gest. 15. Febr. 1875
Du gingst voran in Frieden, der Erste hier zu sein.
Du schenktest Ihn aus Liebe den Mitbewohnern dein.
Nun ruh in stillem Frieden von allen hier geliebt.
Bald sind auch wir hiernieden, wo uns kein Schmerz mehr trübt.